# Lirobittium
Lirobittium is een geslacht van slakken uit de familie van de Cerithiidae. De wetenschappelijke naam van het geslacht werd voor het eerst geldig gepubliceerd in 1911 door Paul Bartsch.

## Soorten
De volgende soorten zijn bij het geslacht ingedeeld:
- Lirobittium armillatum (Carpenter, 1864)
- † Lirobittium asperum (Gabb, 1861)
- Lirobittium attenuatum  (Carpenter, 1864)
- Lirobittium fetellum (Bartsch, 1911)
- Lirobittium interfossa (Carpenter, 1864)
- Lirobittium johnstonae (Bartsch, 1911)
- Lirobittium larum (Bartsch, 1911)
- Lirobittium lomaense (Bartsch, 1911)
- Lirobittium munitum (Carpenter, 1864)
- Lirobittium oldroydae (Bartsch, 1911)
- Lirobittium paganicum (Dall, 1919)
- Lirobittium purpureum (Carpenter, 1864)
- Lirobittium quadrifilatum (Carpenter, 1864)
- Lirobittium rugatum (Carpenter, 1864)
- Lirobittium serra Bartsch, 1917